# Arguda viettei
Arguda viettei is een vlinder uit de familie van de spinners (Lasiocampidae). De wetenschappelijke naam van de soort is voor het eerst geldig gepubliceerd in 1877 door De Lajonquière.